# Centropyge nahackyi
Centropyge nahackyi е вид бодлоперка от семейство Pomacanthidae. Видът е почти застрашен от изчезване.

## Разпространение и местообитание
Разпространен е в Малки далечни острови на САЩ (Атол Джонстън) и САЩ (Хавайски острови).
Обитава морета и рифове. Среща се на дълбочина от 25 до 75 m.

## Описание
На дължина достигат до 9 cm.
Популацията на вида е стабилна.